# Connor Randall
Connor Steven Randall (Liverpool, 21 oktober 1995) is een Engels voetballer die bij voorkeur als rechtsback speelt. Hij stroomde in 2015 door vanuit de jeugd van Liverpool.

## Clubcarrière
Randall sloot zich in 2001 aan in de jeugdacademie van Liverpool. In januari 2015 werd hij uitgeleend aan Shrewsbury Town. Op 14 februari 2015 debuteerde de rechtsachter tegen AFC Wimbledon. Op 17 september 2015 zat hij voor het eerst op de bank in de UEFA Europa League tegen Girondins de Bordeaux. Op 28 oktober 2015 maakte Randall zijn opwachting in de League Cup tegen AFC Bournemouth.

## Interlandcarrière
Randall debuteerde in 2011 in Engeland –17, waarvoor hij één doelpunt maakte in vier interlands.

## Carrièrestatistieken
| Seizoen                        | Club            | Land            | Competitie      | Competitie | Competitie | Beker | Beker | Internationaal | Internationaal | Overig | Overig | Totaal | Totaal |
| Seizoen                        | Club            | Land            | Competitie      | Wed.       | Dlp.       | Wed.  | Dlp.  | Wed.           | Dlp.           | Wed.   | Dlp.   | Wed.   | Dlp.   |
| ------------------------------ | --------------- | --------------- | --------------- | ---------- | ---------- | ----- | ----- | -------------- | -------------- | ------ | ------ | ------ | ------ |
| 2015/16                        | Liverpool       | Engeland        | Premier League  | 0          | 0          | 1     | 0     | 0              | à              | 0      | 0      | 1      | 0      |
| Carrière totaal                | Carrière totaal | Carrière totaal | Carrière totaal | 0          | 0          | 1     | 0     | 0              | 0              | 0      | 0      | 1      | 0      |
| Bijgewerkt tot 31 oktober 2015 |                 |                 |                 |            |            |       |       |                |                |        |        |        |        |

## Erelijst als speler
| UEFA Champions League | 1x | 2018/19 |